# Codi ATC V10
El  codi ATC V10, descrit com Productes radiofarmacèutics terapèutics, és una subgrup terapèutic de l'Anatomical, Therapeutic, Chemical Classification System (ATC). La classificació ATC és un sistema de codis alfanumèric desenvolupat per l'Organització Mundial de la Salut (OMS) per als fàrmacs i altres productes sanitaris. El subgrup V10 és part del grup anatòmic V Altres.

Els codis per a ús veterinari (codis ATCvet) poden han estat creats afegint la lletra Q davant dels codis ATC humans: QV10... 
Les adaptacions estatals de la classificació ATC poden incloure codis addicionals no presents en aquesta llista, que segueix la versió de l'OMS.

## V10A Agents antiinflamatoris
V10A A Composts amb itri (90Y)
V10A X Altres productes radiofarmacèutics antiinflamatoris

## V10B Pal·liació deldolor(agents amb tropisme ossi)
V10B X Productes radiofarmacèutics per a la pal·liació del dolor, altres

## V10X Altres productes radiofarmacèutics terapèutics
V10X A Composts amb iode ((131 I)
V10X X Productes radiofarmacèutics terapèutics, altres